# Ruellia acetabula
Ruellia acetabula är en akantusväxtart som beskrevs av E.A.Tripp och K.G.Dexter. Ruellia acetabula ingår i släktet Ruellia och familjen akantusväxter. Inga underarter finns listade i Catalogue of Life.